# Persönlicher Stab RfSS
Il Persönlicher Stab RfSS ("Stato Maggiore Personale del Reichsführer-SS") era uno degli otto Hauptämter (dipartimenti) in cui si suddividevano le SS e  funzionava come un corpo di consulenti a disposizione di Heinrich Himmler, composto da ufficiali onorari delle SS e specialisti in moltissimi campi. Era quindi responsabile di tutte le questioni in cui Himmler era coinvolto e che non rientravano nella competenza specifica di nessuno degli altri Hauptämter delle SS. Karl Wolff ne fu il direttore dall'8 giugno 1936 fino al 29 aprile 1945.

## Organizzazione
Numerosi furono i dipartimenti e gli uffici che entrarono a far parte del Persönlicher Stab RfSS, ma tra i più importanti sono da ricordare:
- Pressestelle RfSS - L'ufficio stampa del RfSS si occupava dei comunicati stampa personali di Himmler e lo teneva aggiornato sulle pubblicazioni ufficiali e sulla propaganda delle SS;

- Hauptabteilung Auszeichnungen und Orden - Il dipartimento centrale per i premi e le decorazione teneva informato il RfSS su tutti i riconoscimenti, le medaglie e le decorazioni assegnate agli uomini delle SS;

- Dienststelle Vierjarhrensplan - L'ufficio per il piano quadriennale manteneva il collegamento tra il RfSS e il piano quadriennale diretto da Hermann Göring, e aveva il compito di trattare gli aspetti del piano che toccavano gli interessi e le attività delle SS;

- Abteilung Wirtschaftliche Hilfe - Il dipartimento per gli aiuti economici forniva assistenza finanziaria e altre forme di aiuti agli uomini delle SS che avessero subito perdite materiali agli inizi del Partito nazista. Forniva inoltre prestiti agli ufficiali delle SS che avevano bisogno di denaro per acquistare le uniformi e gli equipaggiamenti, e in alcuni casi particolari, pagava i debiti contratti dai membri delle SS;

- Kulturreferat - L'ufficio culturale era responsabile della direzione delle attività culturali delle SS, che includevano la pubblicazione della casa editrice Nordland Verlag e la produzione di oggetti in porcellana di Allach;

- Abteilung für Kulturelle Forschung - Il dipartimento per la ricerca culturale si occupava degli aspetti archeologici e di antiquariato della storia tedesca;

- Ahnenerbe- Forschungs- und Lehrgemeinschaft - L'associazione per la ricerca e l'insegnamento dell'eredità ancestrale, era un istituto multiculturale, suoi obiettivi precipui  quelli inerenti alla ricerca archeologica, linguistica e religiosa delle origini ario-indogermaniche. Aveva inoltre il compito di finanziare importanti spedizioni in Asia centrale.

- Hauptabteilung Lebensborn - Il dipartimento centrale Lebensborn era in contatto con l'associazione che, sviluppando le teorie eugenetiche del Terzo Reich, aveva come obiettivo l'incremento del tasso di natalità della razza ariana, assistendo ragazze-madri e partecipando al rapimento di migliaia di bambini polacchi, ma anche norvegesi, olandesi, belgi e francesi, ritenuti, per i loro caratteri razziali, idonei ad essere adottati da coppie tedesche e germanizzati.

| Controllo di autorità | VIAF (EN) 243188239 |